# 毛颖早熟禾
毛颖早熟禾（学名：Poa pubicalyx）为禾本科早熟禾属下的一个种。